# Абдула Кадирі
Абдулла Кадирі (узб. Abdulla Qodiriy, псевдонім: Джулкунбай; *10 квітня 1894, Ташкент, Російська імперія — 4 жовтня 1938, Ташкент, Узбецька РСР) — відомий узбецький радянський письменник і журналіст. Він є культовим письменником у середовищі сучасної узбецької інтелігенції, проте лишається маловідомим поза межами Узбекистану. Жив, працював і помер (був репресований) у Ташкенті.

## Біографія
Абдулла Кадирі народився у Ташкенті 10 квітня 1894 року. Закінчив так звану «російсько-тубільну» школу. 
У 1926 році закінчив літературний інститут імені В. Брюсова в Москві. 
За радянських часів А. Кадир працював у Ташкенті в узбецькому сатиричному журналі «Муштум» («Кулак»; 1923—26), одним із організаторів і членів редакції якого був, і де друкувалися його сатиричні оповідання та фейлетони, що користувалися великим успіхом у читачів. 
Абдулла Кадир був репресований — у 1938 році його розстріляли. Похований на кладовищі Хужа-Аламбардор (Камалан) у Ташкенті. Посмертно реабілітований. 
Іменем Абдулла Кадирі названі одна з вулиць у Ташкенті, школа № 198, махаллі, Джизацький державний педагогічний інститут. На ташкентській Алеї Поетів (на проспекті Навої) встановлено погруддя письменника. 
За не надрукованою п'єсою Абдулли Кадирі, написаної ним у 1930-ті і збереженої у чернетках, відомий театральний режисер Марк Вайль поставив п'єсу «Білий білий чорний лелека» у своєму експериментальному театрі «Ільхом» у Ташкенті.

## Творчість
Твори Кадира присвячені життю узбецького народу в XIX столітті, а також колективізації (повість «Абід-Кетмень»). У дореволюційних творах письменника помітним є вплив джадидизму, буржуазно-ліберального руху за оновлення традиційного суспільства мусульман Російської імперії.  
У своїх перших творах — оповіданні «Розпусник» (1915) і п'єсі «Нещасний наречений» (1915) автор з м'яким доброзичливим гумором зобразив риси старого узбецького побуту. 
Абдулла Кадирі — також автор циклів сатиричних оповідань («Про що говорить упертий Ташпулат», «Із щоденника Калвака Махзума»), нарисів, публіцистичних і критичних літературознавчих статей; працював над складанням «Повного російсько-узбецького словника» (1934). 
Обсяжні твори:
- «Минулі дні», роман (1925);
- «Скорпіон з вівтаря», роман (1929);
- «Абід-Кетмень», повість (1935).

## Виноски
1. ↑  Вебсторінка Джизацького державного педагогічного інституту імені Абдулла Кадирі. Архів оригіналу за 29 січня 2009. Процитовано 3 липня 2010. [Архівовано 2009-01-29 у Wayback Machine.]
2. ↑  Абдулла Кадирі на tashkent-history.ru[недоступне посилання з червня 2019] (рос.)
3. ↑  п'єса «Білий білий чорний лелека» на сайті театру «Ільхом» (Ташкент). Архів оригіналу за 27 вересня 2007. Процитовано 3 липня 2010. [Архівовано 2007-09-27 у Wayback Machine.]